# コメツツジ
コメツツジ（米躑躅、学名：Rhododendron tschonoskii）はツツジ科ツツジ属の落葉低木。

## 特徴
米粒のような小さく白い花が咲く（又は、蕾が米粒に似ている）ことから名付けられたとされている。日本（北海道から九州）および朝鮮半島の山地の岩石上などに自生する。
高さは1m程度で枝が多い。葉は長さ約5-20mmの楕円形で無柄、枝の上部に密生する。花は6月から7月に咲く。花の形状は、直径約10mmで、花弁は5枚（裂）だが下部は筒状、雄しべは5本（まれに4本）。花色は白いものが多いが、淡紅色のものもある。
和歌山県ではウンゼンツツジのことをコメツツジと呼ぶので注意が必要。龍神村（現 田辺市）の村花がウンゼンツツジだったが、広報にはコメツツジの名で掲載されていたので、間違いやすい。
オオコメツツジも良く似ていて間違いやすいが、花弁が4裂している事や、葉裏を見ると3脈が目立つ事で区別が出来る。